# Kituba mayombensis
Espèce
Kituba mayombensis est une espèce d'araignées aranéomorphes de la famille des Gnaphosidae.

## Distribution
Cette espèce est endémique du Kongo central au Congo-Kinshasa,. Elle se rencontre vers Luki.

## Description
Le mâle holotype mesure 1,72 mm et la femelle paratype 1,58 mm.

## Étymologie
Son nom d'espèce, composé de mayomb[e] et du suffixe latin -ensis, « qui vit dans, qui habite », lui a été donné en référence au lieu de sa découverte, le Mayombe.

## Publication originale
- Rodrigues & Rheims, 2020 : An overview of the African genera of Prodidominae spiders: descriptions and remarks (Araneae: Gnaphosidae). Zootaxa, no 4799(1), p. 1-80.